# Atiaia consobrina
Atiaia consobrina är en skalbaggsart som först beskrevs av Charles Joseph Gahan 1892.  Atiaia consobrina ingår i släktet Atiaia och familjen långhorningar.
Artens utbredningsområde är:
- Surinam.
- Venezuela.

Inga underarter finns listade.

## Bildgalleri

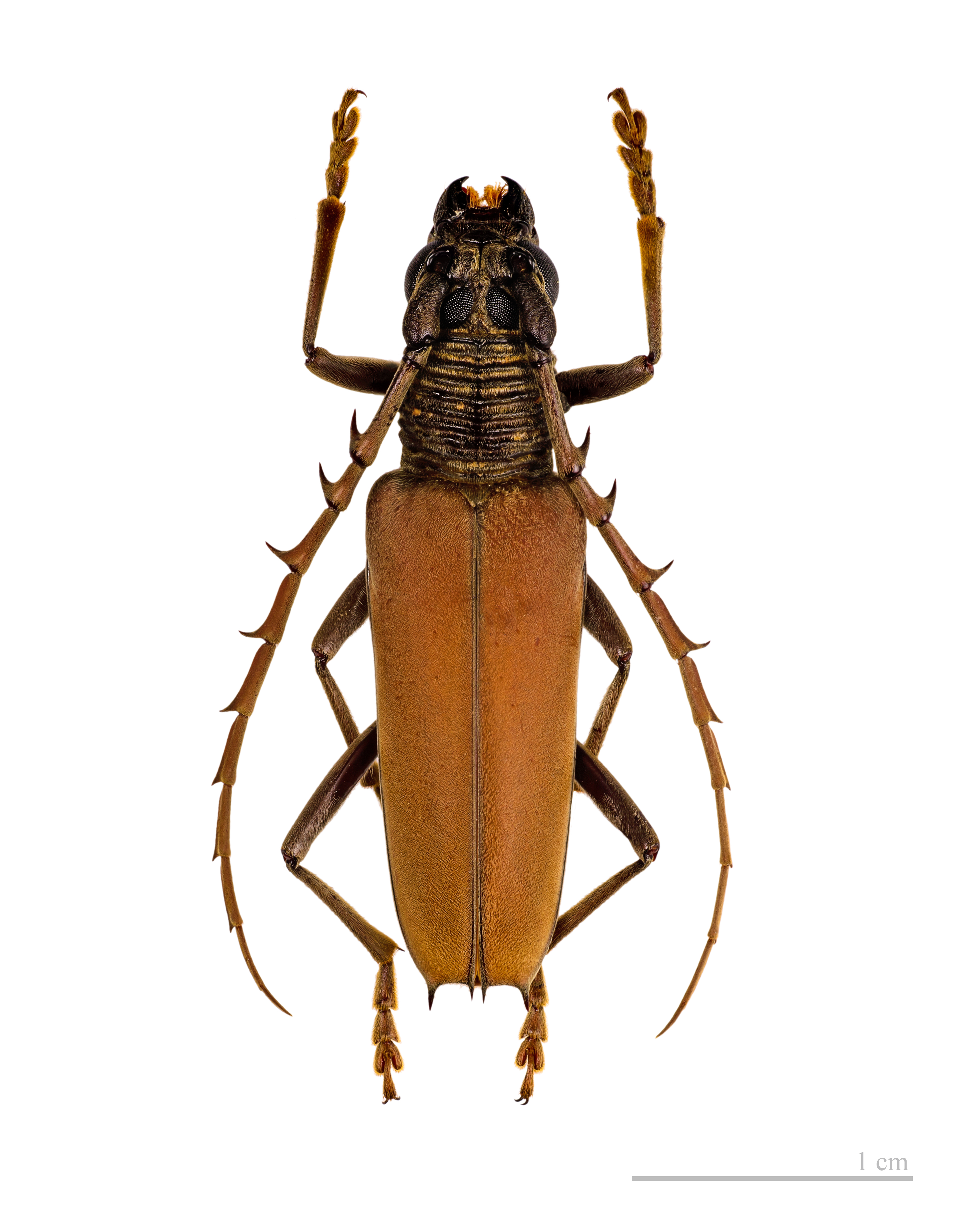